# Čtvrť
Čtvrť je část města, historicky administrativní čtvrtina (quartale), novodobě jde o urbanistický pojem, který se používá pro označení nějak vymezené či specifické části města (městská čtvrť), někdy i vsi, která může v některých případech odpovídat územní, evidenční či územně-samosprávné nebo statistické jednotce (část obce, katastrální území, základní sídelní jednotka, městská část), případně může být vymezena pojmenováním ulice nebo veřejného prostranství (např. celé sítě ulic) uváděného v rámci legislativní zkratky jako „ulice“ atp.

## Historie
Ve středověku bývalo každé město podle staršího zřízení městského pro ulehčení obecní správy rozděleno na 4 části Quartale, v čele s úředníkem – čtvrtním, čtvrtníkem. Toto členění bylo hlavně z vojenských důvodů, kdy se v případě ohrožení měli lidé na náměstí shromažďovat právě podle čtvrtí. Postupem času upadala vojenská funkce a využívalo se spíše jako správní členění.
Čtvrti bývaly nazývány například podle kostelů (např. v Praze) nebo významných měšťanů, kteří v nich bydleli (např. České Budějovice). Postupem času se mohlo stát, že některý dům dle svého vlastníka spadal do jiné čtvrti, než ve které stál. Postupně význam středověkého dělení na čtvrti upadal, až bylo toto členění zcela zrušeno.

## Moderní pojetí
Když dvorským dekretem byla v roce 1784 čtyři města pražská (Staré Město, Nové Město, Malá Strana a Hradčany) sloučena v jedinou obec (královské hlavní město Praha) pod společným magistrátem, jednotlivé části se označovaly jako čtyři pražské čtvrti, a město Židovské neboli Josefovo bylo pak roku 1850 připojeno jakožto „pátá čtvrť“, čtvrtěmi se pak nazývaly i Vyšehrad připojený jako šestá čtvrť roku 1883 a Holešovice-Bubny připojené jako sedmá čtvrť roku 1884.
V moderním významu se tak čtvrtěmi nazývaly především sloučené nebo připojené části města (bývalé obce), zejména ty, které si zachovaly nějakou míru autonomie (např. zvláštní zastoupení v obecním zastupitelstvu či městské radě) nebo samostatné číslování domů apod., často jde o historická jádra města a připojená předměstí apod.
V urbanistickém smyslu a v obecném (neoficiálním) pojetí se čtvrtí (či městskou čtvrtí) nazývá zejména část většího města, která se svým charakterem nějak vyčleňuje (např. tovární čtvrť, vilová čtvrť, dělnická čtvrť, chudinská čtvrť, rezidenční čtvrť, mokrá čtvrť, židovská čtvrť, čínská čtvrť, sídlištní okrajová čtvrť, vládní čtvrť, diplomatická čtvrť), zejména tehdy, pokud má své vlastní pojmenování. Administrativní a statistické členění většinou urbanistická a historická hlediska zohledňuje, avšak ne každá čtvrť je zároveň vymezena oficiálně. Někdy je slovo „čtvrť“ přímo součástí pojmenování nějakého plánovitě budovaného celku (např. Lesní čtvrť ve Zlíně, Pražská čtvrť na Barrandově v Praze, Tylova, Tyršova a Čechova čtvrť v Modřanech v Praze, Pražská, Zahradní a Bílá čtvrť v Luhačovicích, Fučíkova čtvrť, Čtvrť 1. máje a Bezručova čtvrť v Bojkovicích, Masarykova čtvrť či Kamenná čtvrť v Brně, Koněvova čtvrť v Hostinném, Česká čtvrť v Trutnově apod. – v době budování zahradních měst se k jejich pojmenování podobným způsobem používalo i slovo „kolonie“, často se takové celky v nadsázce pojmenovávají rovnou jako města (Zahradní Město v Záběhlicích, Trutnově, Lounech či Brandýse nad Labem, sídlištní celky Severní Město, Jižní Město, Jihozápadní Město, Západní Město či Zelené Město v Praze apod.), popřípadě jinými typickými způsoby (např. Spořilov, Baťov). I v menších sídlech často mají charakter „čtvrtí“ části oddělené vodními toky či terénem, jejich svébytnost se pak odráží v místních názvech (Malá a Velká Strana, Závodí, Zámostí, Zářečí, Podskalí, Záskalí apod.).